# Incapacitants

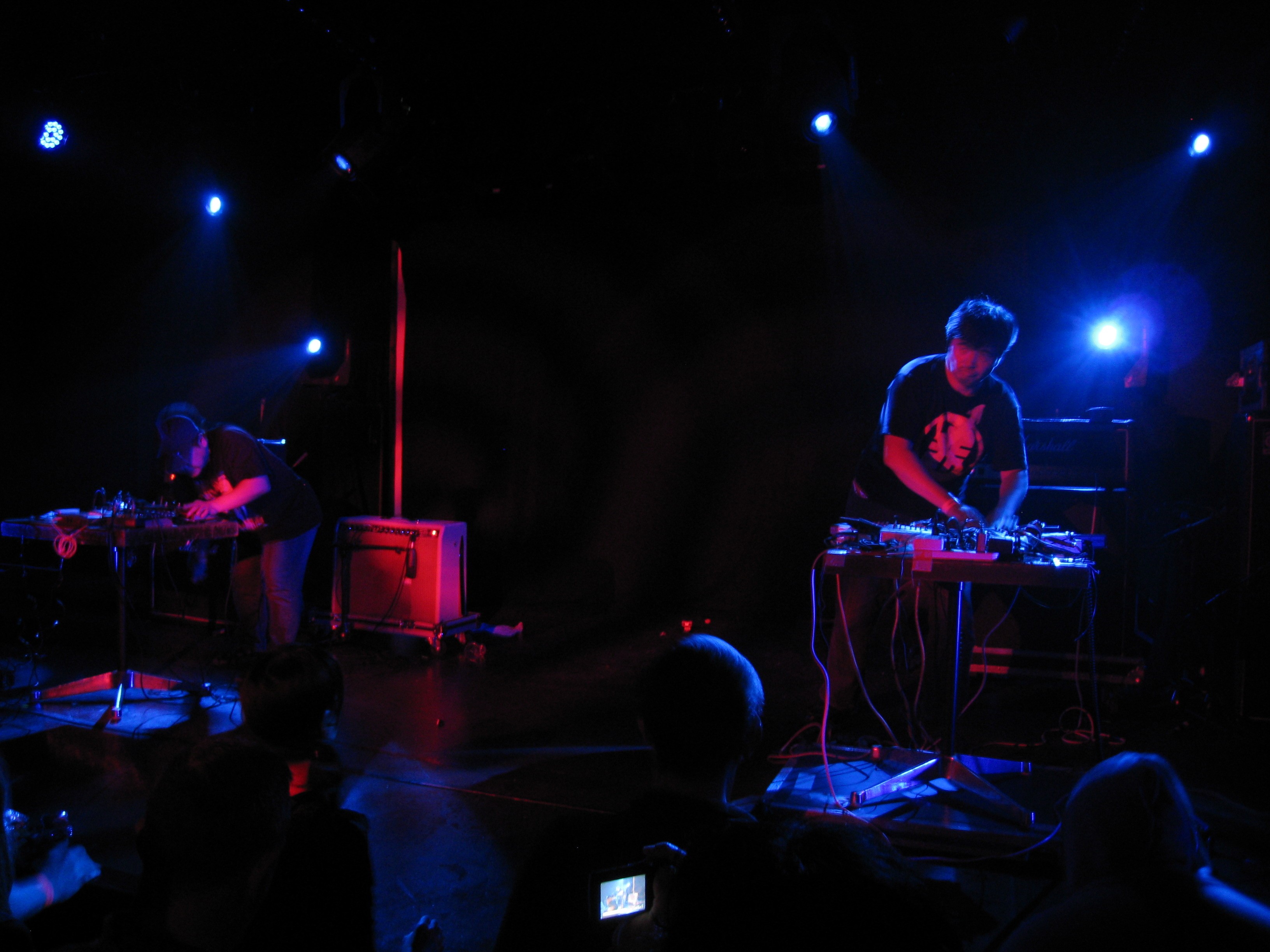
Incapacitants en concert au LUFF 2010 à Lausanne, Suisse.

Incapacitants (インキャパシタンツ) est un groupe de musique bruitiste japonais formé en 1981. Il se compose de Toshiji Mikawa et Fumio Kosakai, qui ont établi que leur but était de faire du bruit « pur », sans l'influences d'idées musicales ou même d'intention humaine ; ils utilisent pour ce faire avant tout du larsen, des voix et plusieurs instruments électroniques.

## Histoire
Le groupe s'est formé en 1981 à Osaka, dans le cadre d'un projet solo de Mikawa, membre de la formation d'improvisation bruitiste Hijokaidan. Employé de banque, Mikawa déménagea ensuite à Tokyo, où il fut rejoint par Kosakai (fonctionnaire également membre occasionnel de Hijokaidan, et ancien membre de C.C.C.C.), faisant d'Incapacitants un duo. À cause de leurs professions respectives, Incapacitants n'ont que rarement pu effectuer de tournées à l'étranger. Ils comptent parmi les groupes les plus connus de la scène bruitiste japonaise des années 1980, avec d'autres noms tels que Hijokaidan et C.C.C.C., déjà mentionnés plus haut, Boredoms, Solmania, The Gerogerigegege, Merzbow et Masonna.

## Discographie
- (1989) Repo
- (1990) Feedback of N.M.S.
- (1991) Fabrication
- (1993) Quietus
- (1993) Stupid Is Stupid
- (1994) No Progress - compilation
- (1994) Ad Nauseam
- (1995) Sarin Will Kill Every Bad Aum!!! - single
- (1995) As Loud As Possible
- (1995) D.D.D.D. (Destroy Devastating and Disgusting Derivatives)
- (1995) El Shanbara Therminosis
- (1995) Operorue
- (1996) Asset Without Liability
- (1996) Ministry of Foolishness
- (1996) New Movements In CMPD
- (1999) Default Standard
- (1999) Unauthorized Fatal Operation 990130
- (2000) Live Incapacitants
- (2004) Sec End
- (2007) 73